# 下高岡村
下高岡村（しもたかおかむら）は、香川県木田郡にあった村。現在の三木町大字下高岡。

## 歴史
- 1890年2月15日 - 町村制施行に伴い、三木郡下高岡村として成立。
- 1899年4月1日 - 三木郡が山田郡と合併し、木田郡となる。
- 1954年10月1日 - 平井町・神山村・田中村・氷上村が新設合併し、三木町が発足。同日付で下高岡村が廃止。